# 克萊鎮區 (愛荷華州哈丁縣)
克萊鎮區（英語：Clay Township）是位於美國愛荷華州哈丁縣的一個行政鎮區。

## 地方資料
根據2010年美國人口普查的數據，克萊鎮區的面積為93.38平方千米，當中陸地面積為93.27平方千米，而水域面積為0.11平方千米。當地共有人口599人，而人口密度為每平方千米6.41人。